# UB-43号潜艇
陛下之UB-43号艇是德意志帝国海军于第一次世界大战期间建造的其中一艘UB-II型近岸潜艇或称U艇。它由不来梅的威悉船厂承建，自1915年9月3日开始铺设龙骨。其全长36.9米，水面及水下排水量分别为272吨和305吨，艇载武器则包括两具500毫米的艇艏鱼雷发射管以及一门88毫米口径甲板炮。完工后的艇体被拆解成若干部分并通过铁路运输至奥匈帝国港口普拉进行重新组装，并于1916年4月在当地下水及交付使用。
UB-43号在入役后先是被编入普拉区舰队，并参与了地中海潜艇战。在为期一年多的时间里，该艇击沉了包括半岛东方远洋客轮阿拉伯号在内的22艘协约国或中立国商船，也曾击伤英国海军防护巡洋舰格拉夫顿号。然而，德意志帝国海军在当时难以为潜艇配备足够的受训船员，于是提出将UB-43号和及其另一艘姊妹艇UB-47号售予奥匈帝国海军。当双方于1917年6月就条款达成一致后，两艘艇都在普拉完成移交。进入奥匈帝国海军服役时，其编号中的字母“B”被去掉，成为U-43号（或称U-XLIII号），但至战争结束前，它仅击伤过1艘意大利商船。1920年，U-43号作为战争赔款被割让予法国，并于同年拖至比塞大拆解报废。

## 设计及建造
第一次世界大战爆发后，随着U艇战形势的发展，UB-I型潜艇排水量过小、适航性不佳、推进系统可靠性低等问题愈发凸显。一个主要问题是，由于它们只有单个螺旋桨轴和发动机组合，如果其中任何一个部件发生故障，潜艇就会几乎完全失效。为了纠正相关缺陷，潜艇监察局于1915年4月研发了UB-I型潜艇的放大版——UB-II型。UB-II型艇采用了双桨双发配置（每个发动机驱动一根轴），同时也提高了潜艇的航速。新的设计还包括续航能力更强的蓄电池、更大的鱼雷发射管和甲板炮。作为UB-II型艇的一份子，UB-43号还可以携带两倍于UB-I型的鱼雷载荷，以及将近十倍的燃料。为了适应所有这些变化，其艇体更大，而且水面和水下排水量均是UB-I型艇的两倍以上。
UB-43号是不来梅威悉船厂承建的UB-II型第二批次（UB-42至UB-47号）二号艇，由德国国家海军办公室于1915年7月31日订购。其全长36.90米，舷宽4.37米。艇体采用单壳体加鞍形水柜构造，浮起时的吃水深度为3.69米，水面及水下排水量分别为272吨和305吨。其主机为两台戴姆勒六缸四冲程270匹公制馬力（200千瓦特）柴油机用于水面运行，以及两台280匹公制馬力（210千瓦特）的西门子-舒克特电动发电机用于水下航行；水面最高航速8.82節（16.33每小時），水下6.22節（11.52每小時）；能够在水面以5节航速续航6,940海里（12,850），或以5節（9.3每小時）连续在水下航行45海里（83）而无需充电。蓄电池被放置在中央潜柜的前方，以配平更重的发动机安装。其最大潜水深度为50米，潜没需时为30－45秒。
UB-43号的主武器为两具500毫米艇艏鱼雷发射管，采用层叠式布局，以实现可以创造最佳表面效率的舷弧设计；鱼雷携带量为4枚，威力亦显著提高。辅助武器是一门88毫米30倍径速射炮。司令塔增加了一具潜望镜，并配备了1根两段式可伸缩通信桅杆，前水平舵外形也做了调整。其标准船员编制为2名军官加21名水兵。
UB-43号自1915年9月3日开始铺设龙骨。由于舷宽突破了铁路限界，大多数UB-II型艇都是在竣工后独力驶往作战港口，但作为在建造中即被指派至地中海服役的六艘姊妹艇之一，UB-43号仍然是通过铁路运往奥匈帝国的海军基地普拉。解决办法是将艇体纵向剖开，分成大致相等的若干部分后，再通过铁路平车装运。威悉船厂的工人会在普拉重新组装该艇，UB-43号于1916年4月8日在当地下水。

## 德国役期
1916年4月24日，UB-43号在首次担任艇长、时年27岁的海军中尉迪特里希·尼布尔的指挥下正式入役。它随即被编入普拉区舰队（后改称地中海区舰队），并在那里度过了整个德国役期。尽管区舰队的基地设于奥匈帝国的军港普拉，但其下属潜艇却主要在更南端、更靠近地中海的卡塔罗基地执行任务。它们通常只会返回普拉进行维修。
在尼布尔治下，UB-43号未能取得任何战功，其艇长一职于8月29日被海军上尉汉斯-约阿希姆·冯·梅伦廷取代。梅伦廷入主仅两周后，UB-43号便击沉了它的首个猎物：在马耳他岛以东约112海里（207）处，一艘满载干草、驶往萨洛尼卡的英国轮船意大利亚纳号（Italiana）遭鱼雷击沉。三天后，在距离马耳他岛更近约60海里（110）处，梅伦廷又击沉了两艘英国轮船。其中，德瓦号（Dewa）被UB-43号袭击时，正空载驶往塞德港，有三名船员在沉没中丧生；而从纽约前往孟买的特里迪加勋爵号（Lord Tredegar）则是满载着零担货物沉入海底，连同四人罹难。据《华尔街日报》报道，特里迪加勋爵号的沉没给它所投保的美国保险公司造成了100万美元的损失。
10月，梅伦廷率UB-43号再击沉了两艘船。10月10日，从仰光搭载重油而来的英国油轮伊莱克斯号（Elax）在马塔潘角沉没，没有人员伤亡。三天后，UB-43号发射的鱼雷则致使容积总吨为4934吨的英国货轮威尔士亲王号（Welsh Prince）沉没，造成两人遇难。
11月18日，英国海军部发布了一份报告，将UB-43号的前五艘受害者全部列为指控德国不当行为的证据。根据英国方面的报告，其表列的22艘船舶中，包括意大利亚纳号、德瓦号、特里迪加勋爵号和伊莱克斯号等4艘都是在未经任何警告的情况下被鱼雷击中。这种类型的攻击与德国人所坚持的巡航战承诺背道而驰，巡航战要求在任何攻击开始之前，船舶都要有足够的时间让船员撤离。UB-43号的第五艘受难者为威尔士亲王号，它是另一份名单上107艘被德国潜艇击沉、但救生艇仍继续遭受袭击的英国船只之一。
与此同时，UB-43号正在继续袭击英国船只，并在11月上旬的九天时间里击沉了五艘英籍商船。第一艘是6153总吨、载有零担货物的轮船政治家号（Statesman），于11月3日在马耳他岛以东约200海里（370）处沉没，并造成6人罹难。翌日，3937总吨的莱斯利氏族号（Clan Leslie）和5398总吨的亨茨韦尔号（Huntsvale）也在同一海域沉没。莱斯利氏族号当时正从孟买搭载零担货物而来，并造成3人死亡。亨茨维尔号则是在空载前往阿尔及尔的途中沉没，有7人遇难。
11月6日，UB-43号在马塔潘角对开约112海里处发射鱼雷击沉了半岛东方航运远洋客轮——7903总吨的阿拉伯号。根据当时的新闻报道，在客轮被鱼雷击中后，阿拉伯号上的炮手曾向UB-43号开火，但未能命中。船上437名正从悉尼前往伦敦的乘客于一个小时后获救。客轮则在遇袭90分钟后沉没。共有11人在袭击中丧生，其中包括2名在鱼雷最初爆炸中死亡的阿拉伯号机械师。六天后，UB-43号又在马耳他岛东部击沉了3383总吨的英国货轮卡潘达号（Kapunda）。卡潘达号的覆灭使UB-43号于11月的击沉船舶总吨数达到26774吨，占当月所有在地中海活动的德国潜艇击沉总数的15%以上。
12月再有三艘英国轮船成为梅伦廷及UB-43号的牺牲品，分别为13日的不列颠共主号（Bretwalda）以及14日的俄罗斯人号和威斯敏斯特号（Westminster）。不列颠共主号曾于1915年8月躲过了UC-5号布设的水雷，却于1916年12月13日满载着黄麻在马耳他岛对开约220海里（410）处被UB-43号送入海底。容积为8825总吨的俄罗斯人号则是UB-43号所击沉的最大型船舶；这艘运马船是从萨洛尼卡空载前往纽波特的途中，与船上28名船员一同葬身大海。根据作者R·H·吉布森和莫里斯·普伦德加斯特的说法，UB-43号在发射鱼雷击中威斯敏斯特号后，仍继续向救生艇上的幸存者开火。威斯敏斯特号有15人在沉没中丧生。
在接下来的八周内，UB-43号没有击沉任何船只。作者保罗·哈尔彭报道称，普拉区舰队中的德国U艇大多于1月份在普拉与卡塔罗进行维修和改装。虽然没有具体提及针对UB-43号的维修，但该艇在这一时期的不活跃可能正是基于此原因。

### 无限制潜艇战
1917年2月1日，德皇威廉二世亲自批准重启无限制潜艇战，以期迫使英国人媾和。新的交战规则明确规定不得让任何船只浮于水面，但英国对几艘UB-43号的遇难船舶的报告表明，梅伦廷已经在以这种方式行事。
根据这些新的交战规则，UB-43号于2月24日在班加西对开约130海里（240）处首先击沉了2918总吨的希腊轮船米亚欧利斯号（Miaoulis），当时它正将棉籽运往伦敦。两天后，装载着棉花和煤炭前往伦敦、容积总吨为5858吨的转塔船法夸尔氏族号（Clan Farquhar）遭UB-43号发射的鱼雷击沉。这次袭击共造成49名船员丧生，而该船的二管轮也被梅伦廷俘虏。27日，4071总吨的布罗德莫尔号（Brodmore）连同它从马哈赞加装运的冻肉货物一起，在利比亚附近被击沉（船长被俘）；28日，3060总吨的日本轮船新生丸也在附近遇害。

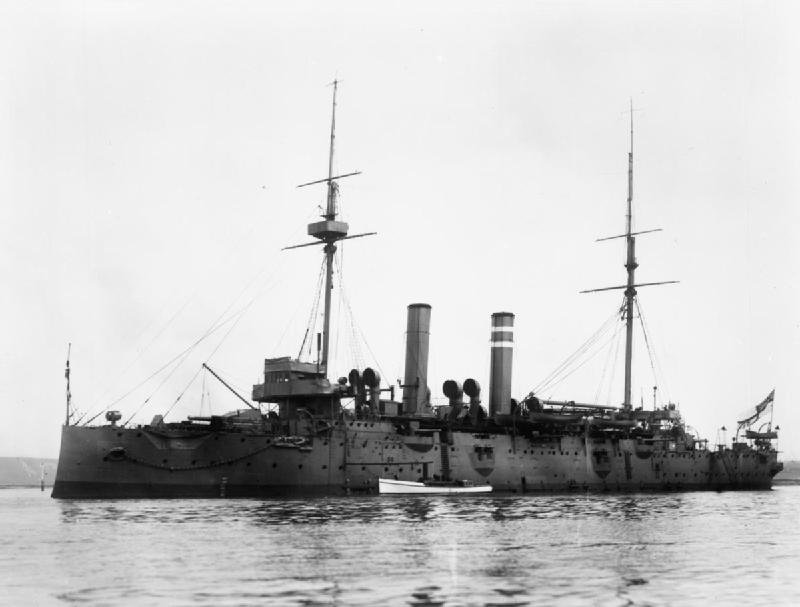
英国防护巡洋舰格拉夫顿号防护巡洋舰曾于1917年6月被UB-43号击伤

将近一个月后，梅伦廷率UB-43号击沉了他们的下一个目标。3月26日，从卡拉奇运载小麦而来的英国货轮莱德伯里号（Ledbury）在班加西对开约90海里（170）处沉没。八天后，4070总吨的希腊轮船瓦西里夫·康斯坦丁诺斯号（Vasilefs Constantinos）殒命爱奥尼亚海，这也是UB-43号在梅伦廷任内击沉的最后一艘船。4月9日，梅伦廷的职位由首度担任艇长、时年26岁的海军中尉霍斯特·奥伯穆勒接任。在梅伦廷的指挥下，UB-43号共击沉19艘协约国或中立国商船，容积总吨达86236吨。
5月1日，奥伯穆勒率UB-43号击沉了美国持有（但悬挂英国国旗）的油轮不列颠太阳号（British Sun），船上载有重油。据《纽约时报》报道，这艘5565总吨的油轮价值250万美元，是当时“最杰出的”油轮之一。六天后，载重2881总吨的煤船雷普顿号（Repton）在马塔潘角附近沉没；这艘英国轮船有三名船员在袭击中丧生。5月下旬，希腊轮船多萝西号（Dorothy）连同它从卡拉奇运来的小麦在距离德拉米角对开约45海里（83）处沉没。UB-43号最后一次有记录的攻击是针对英国海军防护巡洋舰格拉夫顿号实施的，该舰于6月11日在马耳他岛以东150海里（280）处遭鱼雷命中。格拉夫顿号受到了破坏，但没有人员伤亡。这艘排水量为7350吨的英舰其后被安全带入马耳他港口。
7月21日，UB-43号在普拉除役并移交予奥匈帝国海军。在为期十四个月的德意志帝国海军服役生涯中，UB-43号累计击沉了99176总吨的22艘商船，并击损了1艘排水量为7350吨的军舰。

## 奥匈帝国役期
1916年11月，由于难以向远在普拉的潜艇派遣足够的受训船员，德意志帝国海军遂征询其盟友奥匈帝国是否有兴趣购买一部分已部署在地中海的德国潜艇。为达成全面协议，双方展开了旷日持久的谈判，而谈判也因奥匈帝国的黄金储备流向德国而陷入僵局。但是，随着所有细节都得到解决，双方同意在1917年6月向奥匈帝国出售UB-43号及其姊妹艇UB-47号。
当德国人于7月21日移交UB-43号时，它已经损耗严重。尽管状况不佳，该艇还是于1917年7月30日以U-43号之名投入奥匈帝国海军服役，惟将字母“B”从原编号中删除。海军上尉弗里德里希·施洛瑟被任命为U-43号的新指挥官，该艇于接下来的三个月里留在普拉进行维修。U-43号于11月1日离开该港口，前往卡塔罗，然后出航展开巡逻。11月16日，施洛塞尔在亚得里亚海发射鱼雷击中了意大利轮船奥廖内号（Orione），但对方并未沉没，而是最终被拖曳至塔兰托的安全水域。
11月30日，U-43号出现的部分裂缝使得艇内被淹，并导致它一直沉入100米的深度，然后才得到控制住并重新浮出水面。进水破坏了潜艇的电力系统，使它无法以潜航方式返回港口进行维修。在此期间，一艘身份不明的潜艇向水面上的U-43号发射了一枚鱼雷，但鱼雷未能瞄准，并无害地从艇艏前方掠过。U-43号于12月1日抵达卡塔罗港，12月6日驶入普拉港进行为期两个月的维修。
在U-43号维修期间，施洛瑟被重新调任U-14号艇长，而海军上尉欧根·霍尔尼亚克·埃德勒·冯·霍恩则于1918年1月18日受命接替前者在U-43号上的职位。在霍恩的指挥下，U-43号在卡塔罗附近巡逻期间为躲避敌方鱼雷艇的攻击，完成了至少一次紧急下潜。3月17日，在从巡逻返回卡塔罗的途中，奥匈帝国驱逐舰迪纳拉号的船员误将U-43号认作一艘敌方潜艇而实施撞击，损坏了潜艇的水平舵。U-43号遂在阜姆进行了为期三个月的维修。
U-43号于6月重新投入战斗，并在接下来的五个月里分别在黑山、杜拉佐和卡塔罗周边巡逻。6月13日，U-43号在协约国对卡塔罗的一次空袭中轻微受损；9月5日又在卡塔罗附近实施紧急下潜，以躲避另一次空袭。9月20日，该艇与U-47号会合并接收了一名法国战俘。这名战俘是法国潜艇瑟西号的唯一幸存者，瑟西号于前一天晚上遭U-47号发射鱼雷击沉。
当战争结束时，U-43号正身处卡塔罗。在奥匈帝国海军的服役生涯中，U-43号仅击伤过一艘容积总吨为4016吨的意大利商船。战后，U-43号于1920年作为战争赔款被割让予法国，并拖至比塞大，不到一年时间内便在当地拆解报废。

## 袭击历史摘要

### 作为德国UB-43号
| 日期           | 船名                    | 船籍                 | 吨位              | 结局 |
| -------------- | ----------------------- | -------------------- | ----------------- | ---- |
| 1916年9月14日  | 意大利亚纳号号          | 英国                 | 2663              | 击沉 |
| 1916年9月17日  | 德瓦号                  | 英国                 | 3802              | 击沉 |
| 1916年9月17日  | 特里迪加勋爵号          | 英国                 | 3856              | 击沉 |
| 1916年10月10日 | 伊莱克斯号              | 英国                 | 3980              | 击沉 |
| 1916年10月13日 | 威尔士亲王号            | 英国                 | 4934              | 击沉 |
| 1916年11月3日  | 政治家号                | 英国                 | 6153              | 击沉 |
| 1916年11月4日  | 莱斯利氏族号            | 英国                 | 3937              | 击沉 |
| 1916年11月4日  | 亨茨韦尔号              | 英国                 | 5398              | 击沉 |
| 1916年11月6日  | 阿拉伯号                | 英国                 | 7903              | 击沉 |
| 1916年11月12日 | 卡潘达号                | 英国                 | 3383              | 击沉 |
| 1916年12月13日 | 不列颠共主号            | 英国                 | 4037              | 击沉 |
| 1916年12月14日 | 俄罗斯人号              | 英国                 | 8825              | 击沉 |
| 1916年12月14日 | 威斯敏斯特号            | 英国                 | 4342              | 击沉 |
| 1917年2月24日  | 米亚欧利斯号            | 希腊                 | 2918              | 击沉 |
| 1917年2月26日  | 法夸尔氏族号            | 英国                 | 5858              | 击沉 |
| 1917年2月27日  | 布罗德莫尔号            | 英国                 | 4071              | 击沉 |
| 1917年2月28日  | 新生丸                  | 日本                 | 3060              | 击沉 |
| 1917年3月26日  | 莱德伯里号              | 英国                 | 3046              | 击沉 |
| 1917年4月3日   | 瓦西里夫·康斯坦丁诺斯号 | 希腊                 | 4070              | 击沉 |
| 1917年5月1日   | 不列颠太阳号            | 英国                 | 5565              | 击沉 |
| 1917年5月7日   | 雷普顿号                | 英国                 | 2881              | 击沉 |
| 1917年5月26日  | 多萝西号                | 希腊                 | 4494              | 击沉 |
| 1917年6月11日  | 格拉夫顿号              | 英國皇家海軍         | 7350              | 击伤 |
|                |                         | 击沉： 击伤： 总计： | 99176 7350 106526 |      |

### 作为奥匈帝国U-43号
| 日期           | 船名     | 船籍       | 吨位 | 结局 |
| -------------- | -------- | ---------- | ---- | ---- |
| 1917年11月16日 | 奥廖内号 | 義大利王國 | 4016 | 击伤 |
|                |          | 击伤：     | 4016 |      |

## 脚注
1. 1 2 3 4 5  Helgason, Guðmundur. . German and Austrian U-boats of World War I - Kaiserliche Marine - Uboat.net.   [2009-02-12].
2. 1 2 3  Helgason, Guðmundur. . German and Austrian U-boats of World War I - Kaiserliche Marine - Uboat.net.   [2009-02-12].
3. 1 2 3  Helgason, Guðmundur. . German and Austrian U-boats of World War I - Kaiserliche Marine - Uboat.net.   [2009-02-12].
4. 1 2 3  Helgason, Guðmundur. . German and Austrian U-boats of World War I - Kaiserliche Marine - Uboat.net.   [2009-02-12].
5. 1 2 3 4  Helgason, Guðmundur. . German and Austrian U-boats of World War I - Kaiserliche Marine - Uboat.net.   [2009-02-12].
6. 1 2 3  Helgason, Guðmundur. . German and Austrian U-boats of World War I - Kaiserliche Marine - Uboat.net.   [2009-02-12].
7. 1 2  Helgason, Guðmundur. . German and Austrian U-boats of World War I - Kaiserliche Marine - Uboat.net.   [2009-02-12].
8. 1 2 3 4  Gröner 1991，第23-25頁.
9. 1 2 3  Miller，第48頁.
10. 1 2 3 4  陈进，第47頁.
11. ↑  Williamson，第13頁.
12. 1 2 3 4  Tarrant，第172頁.
13. ↑  Rössler，第50頁.
14. 1 2  Halpern，第383頁.
15. ↑  Miller，第49頁.
16. ↑  Helgason, Guðmundur. . German and Austrian U-boats of World War I - Kaiserliche Marine - Uboat.net.   [2009-03-04].
17. ↑  Halpern，第384頁.
18. ↑  Helgason, Guðmundur. . German and Austrian U-boats of World War I - Kaiserliche Marine - Uboat.net.   [2009-02-12].
19. ↑  Helgason, Guðmundur. . German and Austrian U-boats of World War I - Kaiserliche Marine - Uboat.net.   [2009-02-12].
20. ↑  Helgason, Guðmundur. . German and Austrian U-boats of World War I - Kaiserliche Marine - Uboat.net.   [2009-02-12].
21. ↑  . The Wall Street Journal. 1916-09-21: 7.
22. 1 2 3 4 5 6  Helgason, Guðmundur. . German and Austrian U-boats of World War I - Kaiserliche Marine - Uboat.net.   [2009-02-12].
23. ↑  Helgason, Guðmundur. . German and Austrian U-boats of World War I - Kaiserliche Marine - Uboat.net.   [2009-02-12].
24. ↑  Helgason, Guðmundur. . German and Austrian U-boats of World War I - Kaiserliche Marine - Uboat.net.   [2009-02-12].
25. 1 2  . The New York Times. 1916-11-19: 3.
26. ↑  Helgason, Guðmundur. . German and Austrian U-boats of World War I - Kaiserliche Marine - Uboat.net.   [2009-02-12].
27. 1 2  Helgason, Guðmundur. . German and Austrian U-boats of World War I - Kaiserliche Marine - Uboat.net.   [2009-02-12].
28. 1 2  Helgason, Guðmundur. . German and Austrian U-boats of World War I - Kaiserliche Marine - Uboat.net.   [2009-02-12].
29. 1 2  Helgason, Guðmundur. . German and Austrian U-boats of World War I - Kaiserliche Marine - Uboat.net.   [2009-02-12].
30. 1 2  . San Francisco Chronicle. 1916-11-11: 4.
31. 1 2  . The New York Times. 1916-11-09: 8.
32. ↑  . 美丽华船舶索引.   [2009-02-12].
33. ↑  Helgason, Guðmundur. . German and Austrian U-boats of World War I - Kaiserliche Marine - Uboat.net.   [2009-02-12].
34. ↑  Tarrant，第148頁.
35. ↑  Helgason, Guðmundur. . German and Austrian U-boats of World War I - Kaiserliche Marine - Uboat.net.   [2009-02-12].
36. 1 2  Gibson and Prendergast，第134頁.
37. ↑  Helgason, Guðmundur. . German and Austrian U-boats of World War I - Kaiserliche Marine - Uboat.net.   [2009-02-12].
38. ↑  Helgason, Guðmundur. . German and Austrian U-boats of World War I - Kaiserliche Marine - Uboat.net.   [2009-02-12].
39. ↑  Halpern，第390頁.
40. 1 2  Tarrant，第45–46頁.
41. ↑  Tarrant，第44–45頁.
42. ↑  Tarrant，第45頁.
43. ↑  Tarrant，第46頁.
44. ↑  Helgason, Guðmundur. . German and Austrian U-boats of World War I - Kaiserliche Marine - Uboat.net.   [2009-02-12].
45. 1 2  . Chicago Daily Tribune. 1917-03-09: 2.
46. 1 2  Helgason, Guðmundur. . German and Austrian U-boats of World War I - Kaiserliche Marine - Uboat.net.   [2009-02-12].
47. ↑  Helgason, Guðmundur. . German and Austrian U-boats of World War I - Kaiserliche Marine - Uboat.net.   [2009-02-12].
48. ↑  Helgason, Guðmundur. . German and Austrian U-boats of World War I - Kaiserliche Marine - Uboat.net.   [2009-02-12].
49. ↑  Helgason, Guðmundur. . German and Austrian U-boats of World War I - Kaiserliche Marine - Uboat.net.   [2009-02-12].
50. ↑  Helgason, Guðmundur. . German and Austrian U-boats of World War I - Kaiserliche Marine - Uboat.net.   [2009-02-12].
51. 1 2  Helgason, Guðmundur. . German and Austrian U-boats of World War I - Kaiserliche Marine - Uboat.net.   [2009-02-12].
52. ↑  . The New York Times. 4 May 1917: 4.
53. ↑  . 美丽华船舶索引.   [2009-02-12].
54. ↑  Helgason, Guðmundur. . German and Austrian U-boats of World War I - Kaiserliche Marine - Uboat.net.   [2009-02-12].
55. ↑  Helgason, Guðmundur. . German and Austrian U-boats of World War I - Kaiserliche Marine - Uboat.net.   [2009-02-12].
56. ↑  Helgason, Guðmundur. . German and Austrian U-boats of World War I - Kaiserliche Marine - Uboat.net.   [2009-02-12].
57. ↑  Gibson & Prendergast，第260頁.
58. ↑  Baumgartner & Sieche，The Austro-Hungarian Submarine Force.
59. ↑  Gardiner，第343頁.
60. 1 2 3 4   (PDF). Imperial and Royal Navy Association: 30–31.   [2009-02-12]. （原始内容 (pdf)存档于2021-10-11）.
61. ↑  Helgason, Guðmundur. . German and Austrian U-boats of World War I - Kaiserliche Marine - Uboat.net.   [2009-02-12].
62. 1 2  Gibson & Prendergast，第389頁.
63. ↑  Helgason, Guðmundur. . German and Austrian U-boats of World War I - Kaiserliche Marine - Uboat.net.   [2009-02-12].